# St. Georg (Haldern)

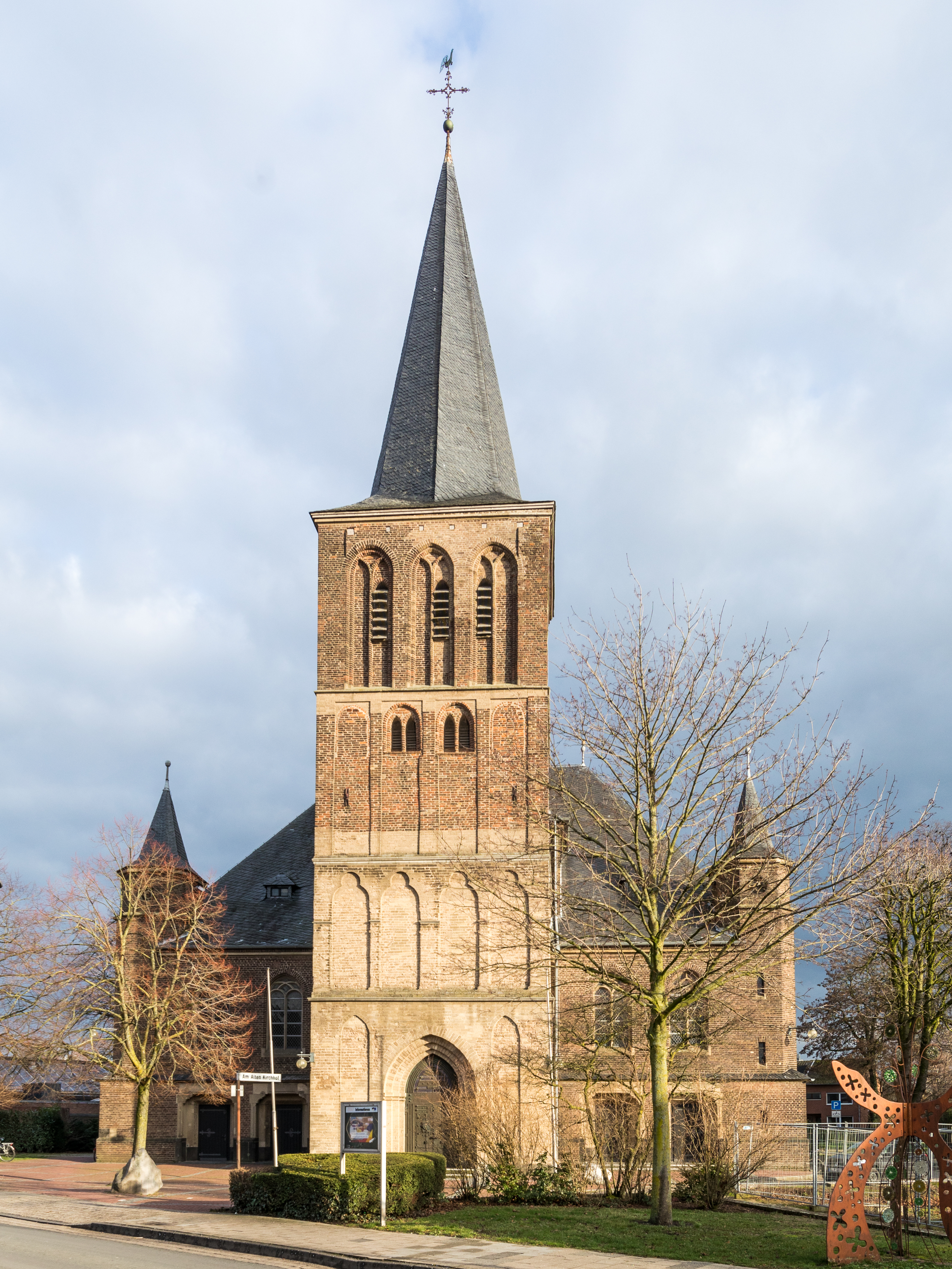
Pfarrkirche St. Georg in Haldern

Die katholische Pfarrkirche St. Georg ist ein denkmalgeschütztes Kirchengebäude Am alten Kirchhof in Haldern, einem Stadtteil von Rees im Kreis Kleve (Nordrhein-Westfalen).

## Geschichte und Architektur
Die Gemeinde war seit 1229 der Kollegiatkirche in Rees inkorporiert.
Die dreischiffige, neugotische Pseudobasilika aus Backstein wurde von 1874 bis 1876 nach Plänen von Heinrich Wiethase errichtet. Von 1921 bis 1922 wurde sie unter der Leitung von J. van Aaken um zwei zusätzliche Seitenschiffe zu je drei Jochen nach Westen erweitert. Die beiden Untergeschosse des durch Spitz- und Kleeblattbogenblenden gegliederten Westturmes stammen noch von einem Vorgängerbau von der zweiten Hälfte des 13. Jahrhunderts. Die beiden Obergeschosse wurden im 15. Jahrhundert aus Backstein gemauert.